# Lu jiao dao

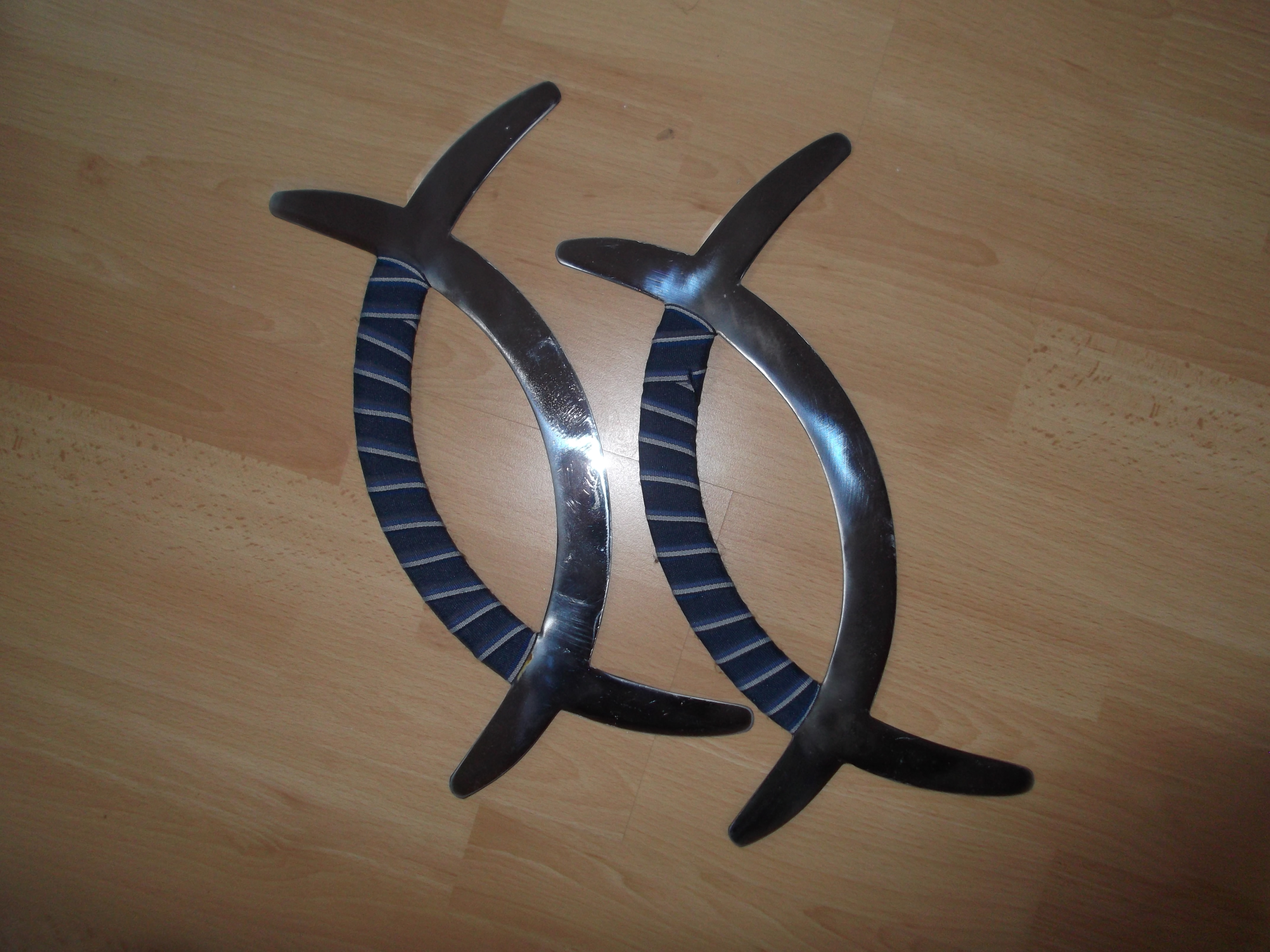
Una coppia di armi.

I Lu jiao dao (cinese: 鹿角刀; pinyin: Lùjiǎodāo) sono delle armi cinesi che consistono in due lame d'acciaio a forma di mezzaluna incrociate. Sono armi specifiche delle arti marziali cinesi. Gli incroci delle lame fanno sì che si vengano a creare quattro artigli, e ciascuno dei quali può essere utilizzato come lama principale. Chi utilizza tali armi, le tiene per la parte centrale, che è ricoperta affinché non ci si tagli con la lama, e se ne usa una per l'attacco e una per la difesa. Essendo abbastanza piccole, vengono portate a coppia nei tradizionali vestiti cinesi.
Queste armi sono associate con l'arte marziale Baguazhang, conosciuta per la sua varietà di armi utilizzate. Sono usate soprattutto per disarmare l'avversario, rompere un'arma lunga ed altri svariati colpi della lotta ravvicinata.
Sono appunto efficaci contro armi lunghe tipo lance, spade e comunque armi che prevedono un combattimento a distanza. A differenza delle armi più lunghe, i lu jiao dao sono molto maneggevoli e quindi possono essere usati con grande rapidità e precisione; inoltre si può facilmente rompere la guardia dell'avversario.

## Varianti
Esistono delle versioni diverse di lu jiao dao, che hanno due lame più lunghe delle altre. La parte con le lame lunghe viene utilizzata come arma principale, invece dal lato delle lame corte si ha la guardia.